# التاريخ العسكري لبلغاريا خلال الحرب العالمية الثانية

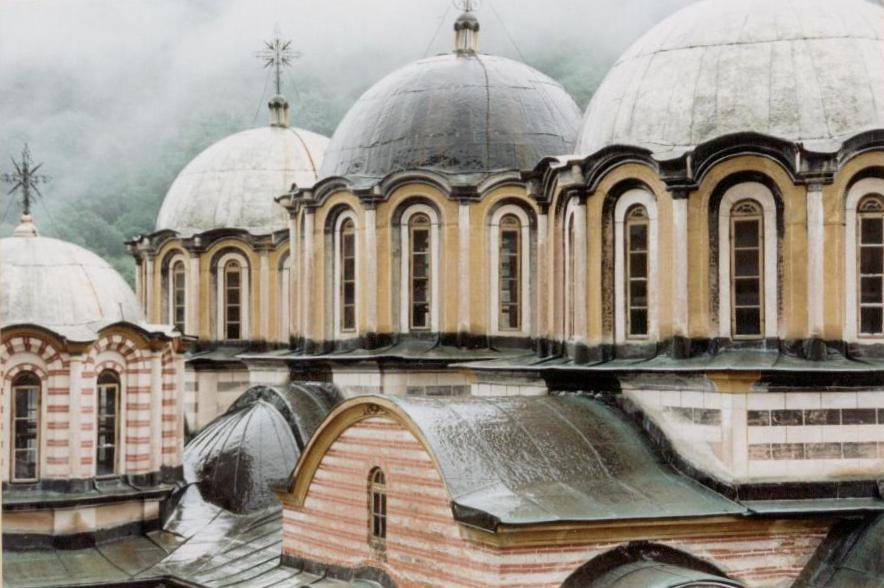

يشمل التاريخ العسكري لبلغاريا خلال الحرب العالمية الثانية فترة أولية من الحياد حتى 1 مارس 1941، ثم فترة تحالف مع دول المحور حتى 9 سبتمبر 1944 (في 8 سبتمبر، دخل الجيش الأحمر بلغاريا)، ثم فترة من الانحياز مع الحلفاء في السنة الأخيرة من الحرب. كانت بلغاريا دولة سلطوية خلال معظم الحرب العالمية الثانية. حكم التسار (القيصر) بوريس الثالث (حكم خلال الفترة 1918-1943) مع وجود رئيس للوزراء وبرلمان.

## الحياد الأولي (1939-1941)
أعلنت حكومة مملكة بلغاريا برئاسة رئيس الوزراء جورجي كيوسيفانوف موقف الحياد عند اندلاع الحرب العالمية الثانية. كانت بلغاريا مصممة على الالتزام بهذا الحياد حتى نهاية الحرب؛ لكنها أملت في تحقيق مكاسب إقليمية غير دموية لاستعادة الأراضي التي خسرتها في حرب البلقان الثانية والحرب العالمية الأولى، وأيضًا كسب أراضٍ أخرى في البلدان المجاورة التي فيها عدد كبير من السكان البلغاريين. ومع ذلك، كان من الواضح أن الموقع الجيوسياسي المركزي لبلغاريا في البلقان سيؤدي حتمًا إلى ضغوط خارجية قوية من قبل كل من طرفي الحرب العالمية الثانية. كانت تركيا قد وقعت معاهدة عدم اعتداء مع بلغاريا. في 7 سبتمبر 1940، نجحت بلغاريا في التفاوض على استعادة جنوب دوبروجا في معاهدة كرايوفا التي رعاها المحور (اطلع على مقالة منحة فيينا الثانية). كان جنوب دوبروجا جزءًا من رومانيا منذ عام 1913، باستثناء فترة قصيرة بين عامي 1916 و1918 عندما استعادت بلغاريا السيطرة عليه (اطلع على مقالة معاهدة بوخارست (1918)). عزز هذا الاسترجاع للأراضي الآمال البلغارية في حل المشاكل الإقليمية الأخرى دون تدخل مباشر في الحرب.

## دول المحور (1941-1944)
بعد فشل الغزو الإيطالي لليونان، طالبت ألمانيا النازية بلغاريا بالانضمام إلى الاتفاق الثلاثي والسماح للقوات الألمانية بالمرور عبر بلغاريا لمهاجمة اليونان من أجل مساعدة إيطاليا. على الرغم من أن الحكومة البلغارية كانت مترددة في التورط في الحرب، أدى التهديد بغزو ألماني، وكذلك الوعد بالأراضي اليونانية، إلى توقيع بلغاريا على الاتفاق الثلاثي في 1 مارس 1941 والانضمام إلى كتلة المحور. مع توقيع الاتحاد السوفييتي معاهدة عدم اعتداء مع ألمانيا، كان هناك القليل من المعارضة الشعبية للقرار.
في 6 أبريل 1941، على الرغم من انضمامها رسميًا إلى دول المحور، لم تشارك الحكومة البلغارية في غزو يوغسلافيا وغزو اليونان. استسلمت الحكومة اليوغسلافية في 17 أبريل واستسلمت الحكومة اليونانية في 30 أبريل. في 19 أبريل، دخلت القوات البرية البلغارية يوغسلافيا، ودخلت اليونان في 30 أبريل. احتلت بلغاريا معظم مقدونيا اليوغوسلافية وبومورفلج ومقدونيا الشرقية وتراقيا الغربية، والتي احتلتها القوات الألمانية مسبقًا. احتل البلغاريون الأراضي الواقعة بين نهر ستروما وخط فاصل يمر عبر ألكساندروبولي وسفيلينغراد غرب ماريتسا. شملت المنطقة المحتلة مدن ألكساندروبولي، وكوموتيني،  وسيرس، وكسانثي، وذراما، وكافالا، وجزر ثاسوس وساموثراكي، وتقريبًا كل ما يعرف اليوم بجمهورية مقدونيا الشمالية وأغلب جنوب شرق صربيا. في الأراضي اليونانية، اتبعت الحكومة البلغارية سياسة نشر الثقافة البلغارية، ما أدى إلى نزوح السكان اليونانيين، خاصة بعد القمع الوحشي لانتفاضة الدراما في سبتمبر 1941. خلال ربيع عام 1943، نجحت الحكومة البلغارية، بعد الاحتجاجات بقيادة الكنيسة البلغارية الأرثوذكسية وعضو البرلمان ديميتار بيشيف، بإنقاذ اليهود البلغاريين من إرسالهم إلى معسكرات الموت النازية. ومع ذلك، سُمح للقوات الألمانية بتجميع اليهود في مقدونيا اليونانية وفاردار مقدونيا وإرسالهم إلى تريبلينكا. لم تنضم بلغاريا إلى الغزو الألماني للاتحاد السوفييتي الذي بدأ في 22 يونيو 1941 ولم تعلن الحرب على الاتحاد السوفييتي. ومع ذلك، على الرغم من عدم وجود إعلانات رسمية للحرب من كلا الجانبين، شاركت البحرية البلغارية في عدد من المناوشات مع أسطول البحر الأسود السوفييتي الذي هاجم سفن الشحن البلغارية. بالإضافة إلى ذلك، اشتبكت القوات المسلحة البلغارية الموجودة في البلقان مع مختلف مجموعات المقاومة المناهضة لألمانيا وحركة البارتيزان.
أجبرت ألمانيا الحكومةَ البلغارية على إعلان حرب رمزية على المملكة المتحدة والولايات المتحدة في 13 ديسمبر 1941، ما أدى إلى قصف طائرات الحلفاء صوفيا وغيرَها من المدن البلغارية. تسبب الغزو الألماني للاتحاد السوفييتي في موجة كبيرة من الاحتجاجات، ما أدى إلى تنشيط حركات حرب العصابات (مغاورين) شعبية برئاسة الحزب الشيوعي البلغاري السري. أُسست حركة مقاومة تسمى حركة أرض الأجداد في أغسطس 1942 من قبل الحزب الشيوعي وحركة زفينو وعدد من الأحزاب الأخرى لمعارضة الحكومة الموالية للنازية في ذلك الوقت، بعد أن أشار عدد من انتصارات الحلفاء إلى أن المحور قد يخسر الحرب. كانت الفصائل الموالية (المتحزّبة) نشطة خصوصًا في المناطق الجبلية في غرب وجنوب بلغاريا. في أغسطس 1943، بعد زيارته إلى ألمانيا، توفي القيصر بوريس الثالث فجأة، ويُعتقد أنه قد سُمّم. وفقًا لمذكرات الملحق الألماني في صوفيا في ذلك الوقت، العقيد فون شوينبيك، اعتقد كلا الطبيبين الألمانيين اللذين فحصا القيصر -سايتزس وهانز إيبنغر- أن القيصر قد مات من نفس السم الذي وجده الدكتور إيبنغر قبل ذلك بعامين في فحص ما بعد الوفاة لرئيس الوزراء اليوناني ايوانيس متاكساس. خلفه على العرش ابنه سيمون الثاني البالغ من العمر ست سنوات. تأسس مجلس من الحكام بسبب عمر سيمون. كان رئيس الوزراء الجديد دوبري بوزيلوف في معظم النواحي ألعوبة بيد ألمانيا.
حافظت بلغاريا على علاقات دبلوماسية مع الاتحاد السوفييتي أثناء عضويتها في دول المحور. في صيف عام 1944، بعد سحق الدفاعات النازية حول ياش وكيشيناو، كان الجيش السوفييتي يقترب من البلقان وبلغاريا. في 23 أغسطس 1944، غادرت رومانيا دول المحور وأعلنت الحرب على ألمانيا، وسمحت للقوات السوفييتية بعبور أراضيها للوصول إلى بلغاريا. في 26 أغسطس، أعلنت الحكومة البلغارية أنها كانت محايدة في الحرب الألمانية السوفييتية وأمرت القوات الألمانية بمغادرة البلاد. في نفس التاريخ، اتخذت حركة أرض الأجداد قرارًا بالتحريض على تمرد مسلح ضد الحكومة. في 2 سبتمبر، سقطت حكومة بوزيلوف وحلت محلها حكومة بقيادة كونستانتين مورافيف مؤلفة من أحزاب المعارضة التي لم تكن أعضاء في حركة أرض الأجداد. امتنعت حركة أرض الأجداد عن دعم الحكومة، متهمةً إياها بأنها تتألف من جماعات مؤيدة للنازية تحاول التمسك بالسلطة. في 5 سبتمبر، أعلن الاتحاد السوفييتي الحرب على بلغاريا، وبعد ثلاثة أيام، عبر السوفييت الحدودَ واحتلوا الجزء الشمالي الشرقي من بلغاريا إلى جانب مدن الميناء الرئيسية فارنا وبورغاس في اليوم التالي. لم يُبدِ الجيش البلغاري مقاومةً، وذلك بأمر من الحكومة.